# Liste der Biografien/Berr
Liste der Biografien |
Portal Biografien |
Personensuche
# |
A |
B |
C |
D |
E |
F |
G |
H |
I |
J |
K |
L |
M |
N |
O |
P |
Q |
R |
S |
T |
U |
V |
W |
X |
Y |
Z |
?
 
Ba |
Be |
Bd |
Bg |
Bh |
Bi |
Bj |
Bl |
Bm |
Bn |
Bo |
Br |
Bs |
Bu |
Bw |
By |
Bz
 
Bea–Beb |
Bec |
Bed |
Bee |
Bef |
Beg |
Beh |
Bei |
Bej |
Bek |
Bel |
Bem |
Ben |
Beo |
Bep |
Beq |
Ber |
Bes |
Bet |
Beu |
Bev |
Bew |
Bex |
Bey |
Bez
 
Bera |
Berb |
Berc |
Berd |
Bere |
Berf |
Berg |
Berh |
Beri |
Berj |
Berk |
Berl |
Berm |
Bern |
Bero |
Berq |
Berr |
Bers |
Bert |
Beru |
Berv |
Berw |
Berx |
Bery |
Berz
Die Liste der Biografien führt alle Personen auf, die in der deutschsprachigen Wikipedia einen Artikel haben. Dieses ist eine Teilliste mit 253 Einträgen von Personen, deren Namen mit den Buchstaben „Berr“ beginnt.

## Berr
- Berr, Annette (* 1962), deutsche Schriftstellerin, Musikerin und Sängerin
- Berr, Berr-Isaak (1744–1828), Vorkämpfer der Judenemanzipation in Frankreich
- Berr, Friedrich (1794–1838), deutscher Klarinettist, Fagottist und Komponist
- Berr, Georg von (1830–1919), bayerischer Zollverwaltungsbeamter und Politiker
- Berr, Georges (1867–1942), französischer Schauspieler, Autor und Regisseur
- Berr, Hélène (1921–1945), jüdische Französin, Tagebuchschreiberin
- Berr, Henri (1863–1954), französischer Wissenschaftshistoriker und -philosoph
- Berr, Michel (1781–1843), französischer Rechtsanwalt, Vorkämpfer der Judenemanzipation

### Berra
- Berra, Christophe (* 1985), schottischer Fußballspieler
- Berra, Donata (* 1947), italienisch-schweizerische Schriftstellerin und Übersetzerin
- Berra, Héctor (1909–1977), argentinischer Weitspringer, Sprinter, Kugelstoßer und Zehnkämpfer
- Berra, Lucía (* 1998), mexikanische Handballspielerin
- Berra, Marco (1784–1853), italienischer Musikverleger
- Berra, Nora (* 1963), französische Politikerin (UMP), MdEP
- Berra, Pietro (1879–1976), italienischer Komponist und Dirigent
- Berra, Reto (* 1987), Schweizer Eishockeytorhüter
- Berra, Tim (* 1943), Hochschullehrer für Evolution, Ökologie und Biologie
- Berra, Yogi (1925–2015), US-amerikanischer Baseballspieler und -manager
- Berrabah, Amelle (* 1984), britische Sängerin und SongwriterinAmelle Berrabah (* 1984)

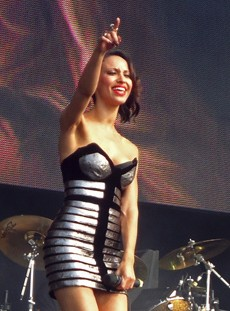
Amelle Berrabah (* 1984)

- Berrabah, Yahya (* 1981), marokkanischer Weit- und Dreispringer
- Berrached, Anne Zohra (* 1982), deutsche Regisseurin und Drehbuchautorin
- Berrade, Urko (* 1997), spanischer Radrennfahrer
- Berrah, Nora (* 1955), US-amerikanische Physikerin
- Berrajaâ, Mohammed (* 1971), marokkanischer Handballspieler
- Berrakkarasu, Serap (* 1962), deutsch-türkische Dokumentarfilmerin
- Berranger, Olivier de (1938–2017), französischer Geistlicher, Bischof von Saint-Denis
- Berraondo, José Ángel (1878–1950), spanischer Fußballspieler und -trainer
- Berrar, Francis (* 1954), deutscher Zeichner und Maler

### Berre
- Berrè, Enrico (* 1992), italienischer Säbelfechter
- Berre, Håkon (* 1980), norwegischer Jazz- und Improvisationsmusiker (Schlagzeug)
- Berré, Marcel (1882–1957), belgischer Fechter
- Berre, Morten (* 1975), norwegischer Fußballspieler
- Berrecci, Bartolomeo († 1537), italienischer Architekt, Bildhauer und Steinmetz der Renaissance
- Berrefjord, Oddvar (1918–1999), norwegischer Politiker (Arbeiderpartiet), Minister und Fylkesmann
- Berreiter, Anna (* 1999), deutsche Rennrodlerin
- Berreman, Dwight W. (* 1928), US-amerikanischer Physiker
- Berrenberg, Florian (* 1965), deutscher American-Football-Trainer
- Berrendero, Julián (1912–1995), spanischer Radrennfahrer
- Berrenhauer, Sigismund August von (1719–1795), preußischer Generalmajor, Kommandant von Königsberg
- Berrenrath, Christian (1857–1941), deutscher Theologe, Offizial im Erzbistum Köln
- Berrens, Lubertus (* 1933), niederländischer Biochemiker und Immunologe
- Berrer, Albert von (1857–1917), württembergischer Generalleutnant im Ersten Weltkrieg
- Berrer, Manuel (* 1988), österreichischer Liedermacher, Sänger und Kabarettist
- Berrer, Michael (* 1980), deutscher TennisspielerMichael Berrer (* 1980)

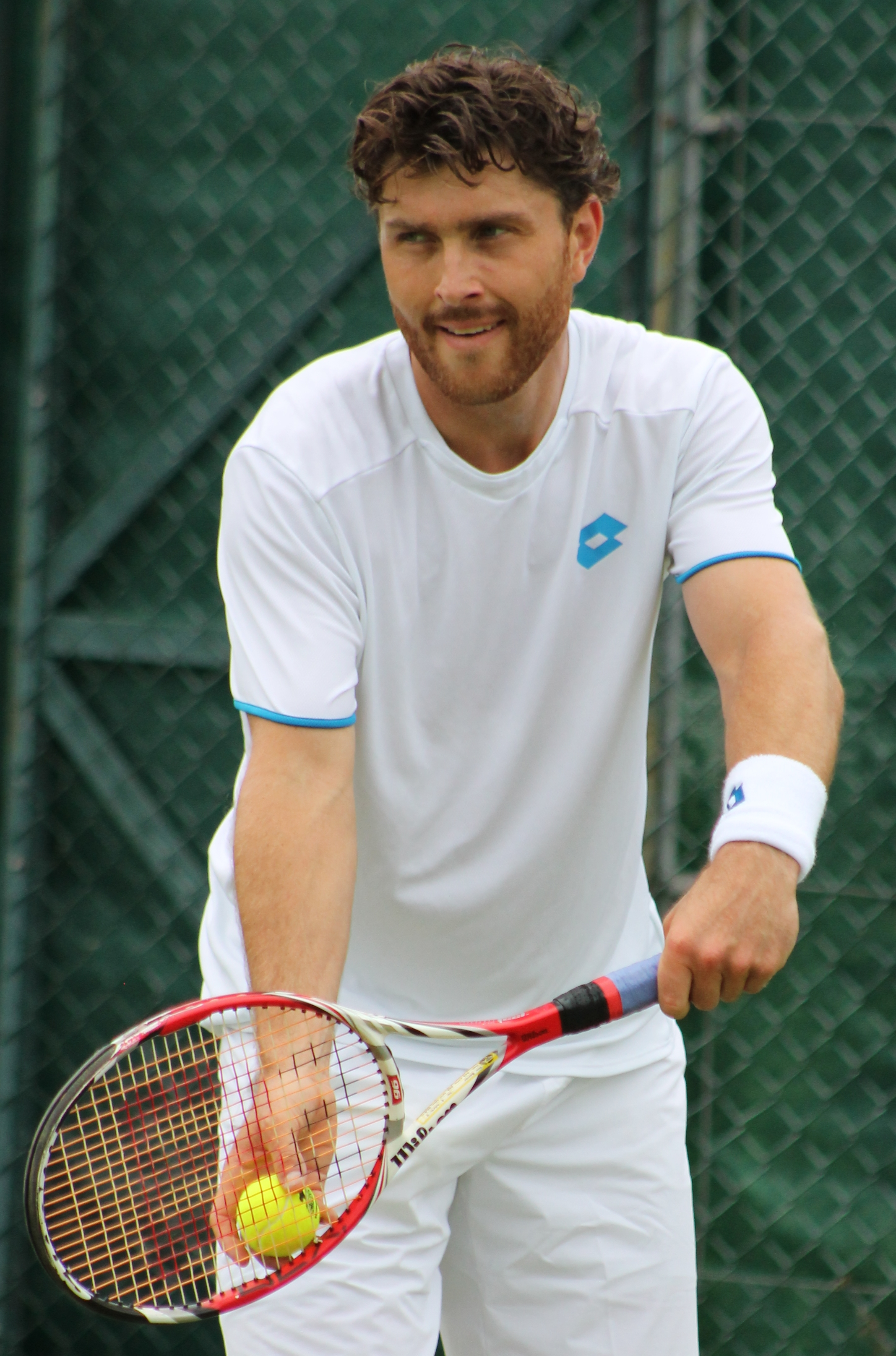
Michael Berrer (* 1980)

- Berres, Frieder (1928–2016), deutscher Heimatforscher
- Berres, Friedhelm, deutscher Basketballspieler
- Berres, Jörg (* 1958), deutscher Beamter, Rechnungshofpräsident
- Berres, Joseph (1796–1844), österreichischer Arzt und Anatom
- Berres, Joseph (1821–1912), österreichischer Offizier und Genremaler
- Berres, Ray (1907–2007), US-amerikanischer Baseballspieler
- Berresford, Susan (* 1943), US-amerikanische Präsidentin der Ford Foundation (1996–2007)
- Berresford, Virginia (1902–1995), US-amerikanische Malerin, Grafikerin und Galeristin
- Berresheim, Georg (1923–1987), deutscher Fastnachter in Mainz
- Berresheim, Tim (* 1975), deutscher zeitgenössischer Künstler
- Berresheim, Volker (* 1956), deutscher Diplomat
- Berrest, Cédric (* 1985), französischer Ruderer
- Berret, James G. (1815–1901), US-amerikanischer Politiker
- Berreta, Tomás (1875–1947), uruguayischer Politiker und Präsident seines Landes
- Berrett, Marcus (* 1975), italienisch-englischer Squashspieler
- Berrettaro, Bartolomeo († 1524), italienischer Bildhauer
- Berretti, Maicol (* 1989), san-marinesischer Fußballspieler
- Berrettini, Jacopo (* 1998), italienischer Tennisspieler
- Berrettini, Janeth (* 1964), venezolanische Künstlerin
- Berrettini, Matteo (* 1996), italienischer TennisspielerMatteo Berrettini (* 1996)

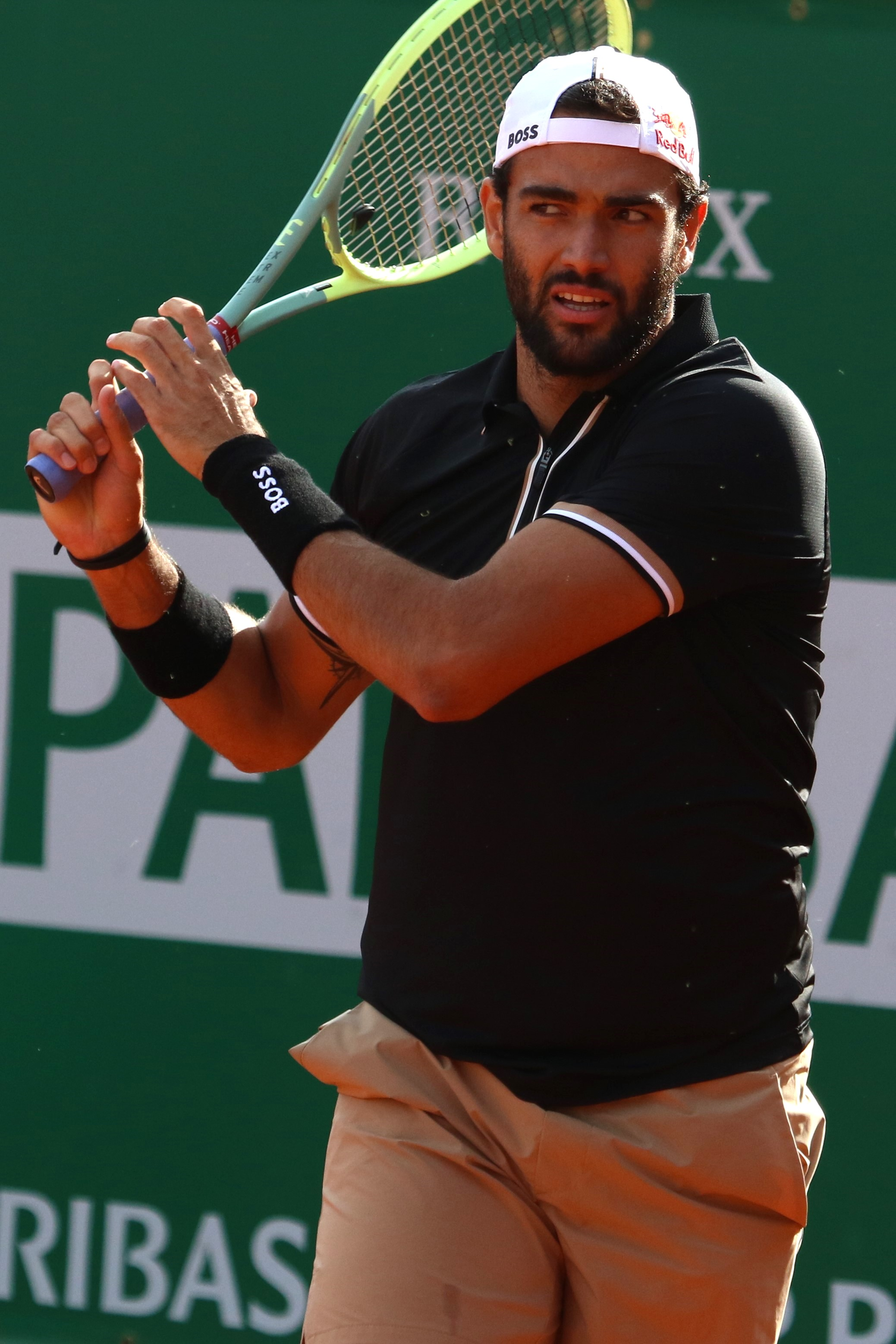
Matteo Berrettini (* 1996)

- Berretz, Hans Werner (* 1951), deutscher Maler und Bildhauer

### Berrh
- Berrhama, Farid (1966–2006), französischer Krimineller

### Berri
- Berri, Claude (1934–2009), französischer Filmregisseur, Schauspieler, Filmproduzent und Drehbuchautor
- Berri, Melchior (1801–1854), schweizerischer Architekt
- Berri, Nabih (* 1938), libanesischer Rechtsanwalt und Parlamentspräsident des Libanon
- Berrian, Bernard (* 1980), US-amerikanischer American-Football-Spieler
- Berrian, Herron (* 1994), liberianischer Fußballspieler
- Berriault, Gina (1926–1999), US-amerikanische Schriftstellerin
- Berridge, Elizabeth (* 1962), US-amerikanische Filmschauspielerin
- Berridge, Elizabeth, Baroness Berridge (* 1972), britische Politikerin (Conservative Party)
- Berridge, Michael (1938–2020), britischer Biologe
- Berriel, Miguel (1957–1987), uruguayischer Fußballspieler
- Berrien, John MacPherson (1781–1856), US-amerikanischer Politiker, Senator und Justizminister
- Berrier, Casey (* 1988), US-amerikanische Fußballspielerin
- Berrier, Jean (1766–1824), französischer Dramatiker, Poet und Journalist
- Berriex, Mariano (* 1989), argentinischer Fußballspieler
- Berrigan, Daniel (1921–2016), US-amerikanischer Jesuit, Schriftsteller und Friedensaktivist
- Berrigan, John, irischer EU-Beamter
- Berrigan, Philip (1923–2002), US-amerikanischer Friedensaktivist und römisch-katholischer Priester
- Berrigan, Ted (1934–1983), US-amerikanischer Dichter
- Berring, Max (1866–1937), preußischer Generalmajor
- Berringer, Gustav Wilhelm (1880–1953), deutscher Architekt und kommunaler Baubeamter
- Berringer, Ludwig (1851–1913), deutscher Bauunternehmer
- Berrington, Elizabeth (* 1970), britische Theater- und Filmschauspielerin
- Berrington, Emily (* 1985), britische Theater- und FilmschauspielerinEmily Berrington (* 1985)

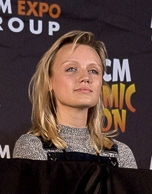
Emily Berrington (* 1985)

- Berrington, Richie (* 1987), schottischer Cricketspieler
- Berrío Quintero, Katharina (* 1990), deutsche Pianistin und Musikpädagogin
- Berrio, Alejandro (* 1976), kolumbianischer Boxer
- Berrío, Jhon (* 2002), kolumbianischer Leichtathlet
- Berrío, María (* 1982), bildende Künstlerin
- Berrío, Orlando (* 1991), kolumbianischer Fußballspieler
- Berrios, Braxton (* 1995), US-amerikanischer American-Football-Spieler
- Berríos, Eugenio (1947–1995), chilenischer Biochemiker und Mitglied der Dirección Nacional de Inteligencia (DINA)
- Berríos, Rubén (* 1939), puerto-ricanischer Politiker
- Berrios, Steve (1945–2013), US-amerikanischer Jazzmusiker
- Berris, Blake (* 1984), US-amerikanischer Schauspieler
- Berrizbeitia, Anita (* 1957), US-amerikanische Landschaftsarchitektin und Hochschullehrerin

### Berro
- Berro, Bernardo Prudencio (1803–1868), Präsident Uruguays
- Berro, Isabelle (* 1965), monegassische Juristin, Richterin am Europäischen Gerichtshof für Menschenrechte
- Berro, Manfred (* 1966), deutscher Kanute
- Berro, Pedro (1767–1845), uruguayischer Politiker
- Berroa, Ignacio (* 1953), US-amerikanischer Perkussionist und Jazzmusiker
- Berrocal, Carla (* 1983), spanische feministische Comic-Zeichnerin
- Berrocal, Miguel (1933–2006), spanischer BildhauerMiguel Berrocal (1933–2006)

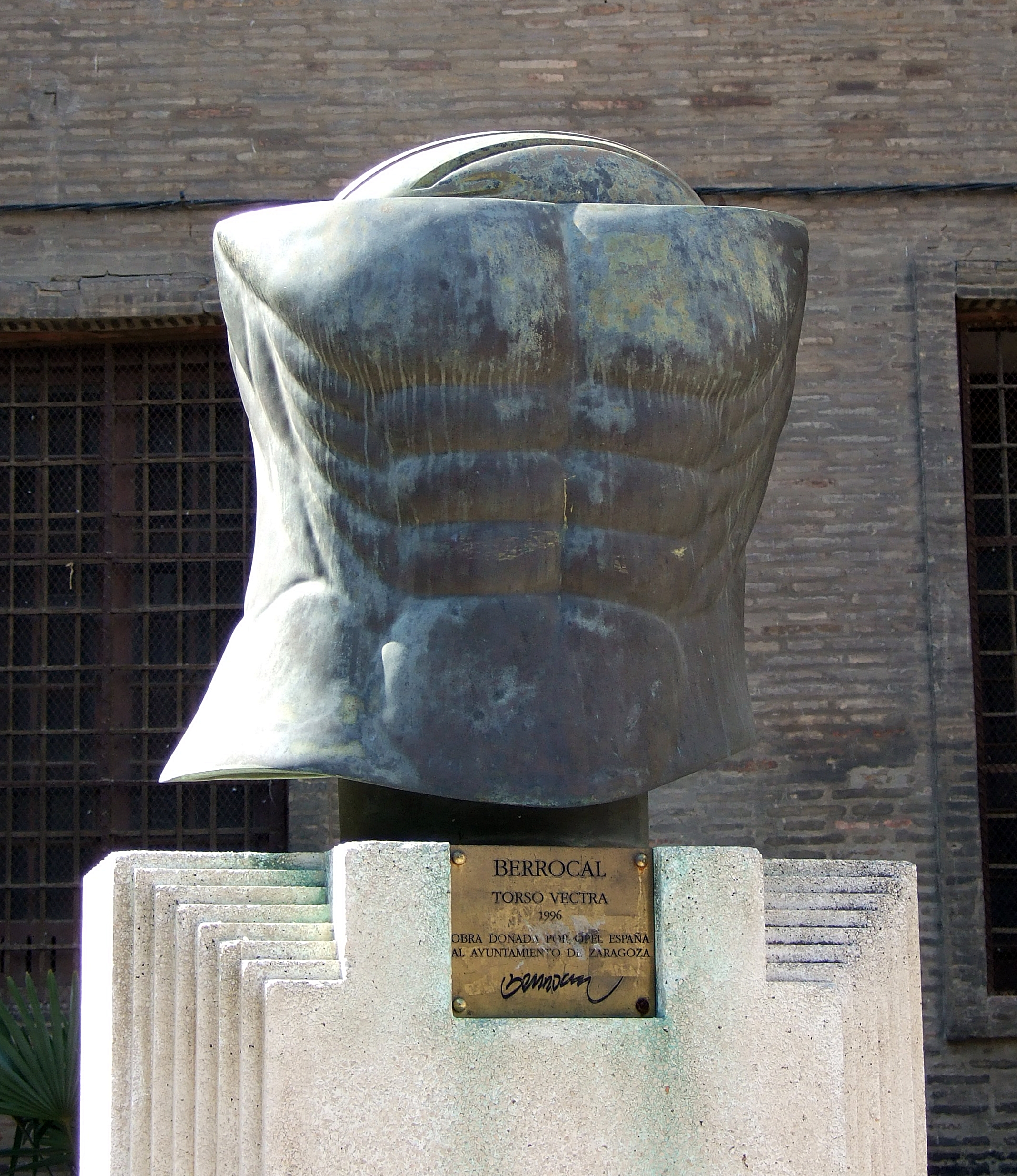
Miguel Berrocal (1933–2006)

- Berroeta, Félix de († 1768), Gouverneur von Chile
- Berroeta, Lidia (1880–1943), chilenische Bildhauerin
- Berron, Gottfried (1910–2004), deutscher Lyriker
- Berron, Karl-Eduard (1898–1983), deutscher evangelischer Pfarrer im Elsass und in Schwaben
- Berrondo, Paul (* 1967), spanischer Film- und Theater-Schauspieler
- Berroth, Alfred (1892–1978), deutscher Geodät
- Berroth, Ernst (1841–1911), württembergischer Landtagsabgeordneter
- Berroth, Heiderose (1947–2022), deutsche Politikerin (FDP), MdL
- Berroth, Karl (1880–1920), württembergischer Landtagsabgeordneter
- Berrou, Claude (* 1951), französischer Elektrotechniker

### Berru
- Berrueta, Carlos (* 1961), uruguayischer Fußballspieler
- Berruguete, Alonso (1480–1561), spanischer Bildhauer, Maler und Architekt
- Berruguete, Pedro (1450–1504), spanischer Maler
- Berrut, Beatrice (* 1985), Schweizer Pianistin und Dirigentin
- Berruti, Aroldo (1902–1967), italienischer Wasserballspieler
- Berruti, Giulio (* 1937), italienischer Drehbuchautor, Filmregisseur und Filmeditor
- Berruti, Giulio (* 1984), italienischer SchauspielerGiulio Berruti (* 1984)

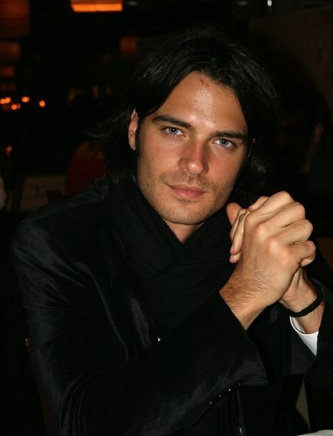
Giulio Berruti (* 1984)

- Berruti, Livio (* 1939), italienischer Leichtathlet
- Berruto, Gaetano (* 1946), italienischer Soziolinguist
- Berrutti, Azucena (* 1929), uruguayische Politikerin
- Berruyer, Guy (* 1951), französischer Geschäftsmann

### Berry
- Berry (* 1978), französische Sängerin und Schauspielerin
- Berry, Adam (* 1966), US-amerikanischer Komponist
- Berry, Adrian, 4. Viscount Camrose (1937–2016), britischer Peer, Journalist und Buchautor
- Berry, Albert (* 1878), US-amerikanischer Fallschirmspringer, sprang als erster aus einem Flugzeug ab
- Berry, Albert S. (1836–1908), US-amerikanischer Politiker
- Berry, Amanda (* 1986), US-amerikanisches Entführungsopfer
- Berry, Andrew C. (1906–1998), US-amerikanischer Mathematiker
- Berry, Anthony (1925–1984), britischer Politiker, Unterhausabgeordneter
- Berry, Arthur (1888–1953), englischer Fußballspieler
- Berry, Austin (* 1971), costa-ricanischer Fußballspieler
- Berry, Bill (1884–1943), englischer Fußballspieler
- Berry, Bill (1930–2002), US-amerikanischer Jazzmusiker
- Berry, Bill (* 1958), US-amerikanischer Musiker (R.E.M.)Bill Berry (* 1958)

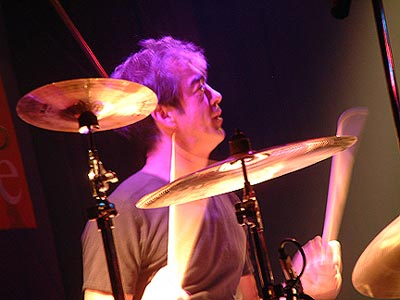
Bill Berry (* 1958)

- Berry, Bob (1942–2023), US-amerikanischer American-Football-Spieler
- Berry, Bob (* 1943), kanadischer Eishockeyspieler
- Berry, Bryan (1930–1966), britischer Science-Fiction-Autor
- Berry, Burton Y. (1901–1985), US-amerikanischer Diplomat und Kunstsammler
- Berry, Cabell R. (1848–1910), US-amerikanischer Politiker
- Berry, Campbell Polson (1834–1901), US-amerikanischer Politiker
- Berry, Cathal, irischer Politiker
- Berry, Christopher, US-amerikanischer Schauspieler
- Berry, Chu (1908–1941), amerikanischer Jazzmusiker (Tenorsaxophonist)
- Berry, Chuck (1926–2017), US-amerikanischer Sänger, Gitarrist, Komponist und ein Pionier des Rock ’n’ RollChuck Berry (1926–2017)

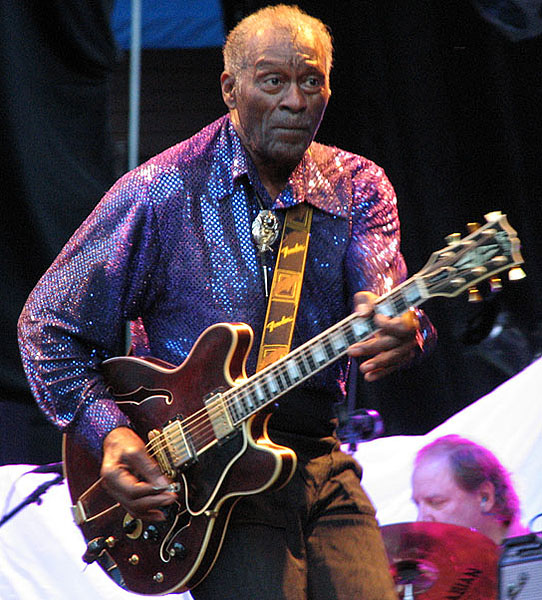
Chuck Berry (1926–2017)

- Berry, Cleo (* 1984), US-amerikanischer Schauspieler und Musicaldarsteller
- Berry, Clifford (1918–1963), US-amerikanischer Computerpionier
- Berry, Colin (1946–2025), britischer Radio-Discjockey, Radiomoderator und Nachrichtensprecher
- Berry, Danielle Bunten (1949–1998), US-amerikanische Spieleentwicklerin und Programmiererin
- Berry, Dave (* 1941), britischer Sänger und Teenidol der 1960er Jahre
- Berry, David (* 1984), australisch-kanadischer Schauspieler
- Berry, Doug (* 1957), kanadischer Eishockeyspieler
- Berry, Edward W. (1875–1945), US-amerikanischer Paläobotaniker
- Berry, Ellis Yarnal (1902–1999), US-amerikanischer Politiker
- Berry, Emily (* 1981), britische Lyrikerin
- Berry, Emmett (1915–1992), US-amerikanischer Jazz-Trompeter
- Berry, Emmitt (* 1955), US-amerikanischer Hammerwerfer
- Berry, Eric (* 1988), US-amerikanischer American-Football-Spieler
- Berry, George L. (1882–1948), US-amerikanischer Politiker
- Berry, Gérard (* 1948), französischer Informatiker und Hochschullehrer
- Berry, Gertrud (1870–1955), deutsche Theater- und Filmschauspielerin
- Berry, Glen (* 1978), britischer Schauspieler
- Berry, Gwen (* 1989), US-amerikanische Hammerwerferin
- Berry, Halle (* 1966), US-amerikanische SchauspielerinHalle Berry (* 1966)

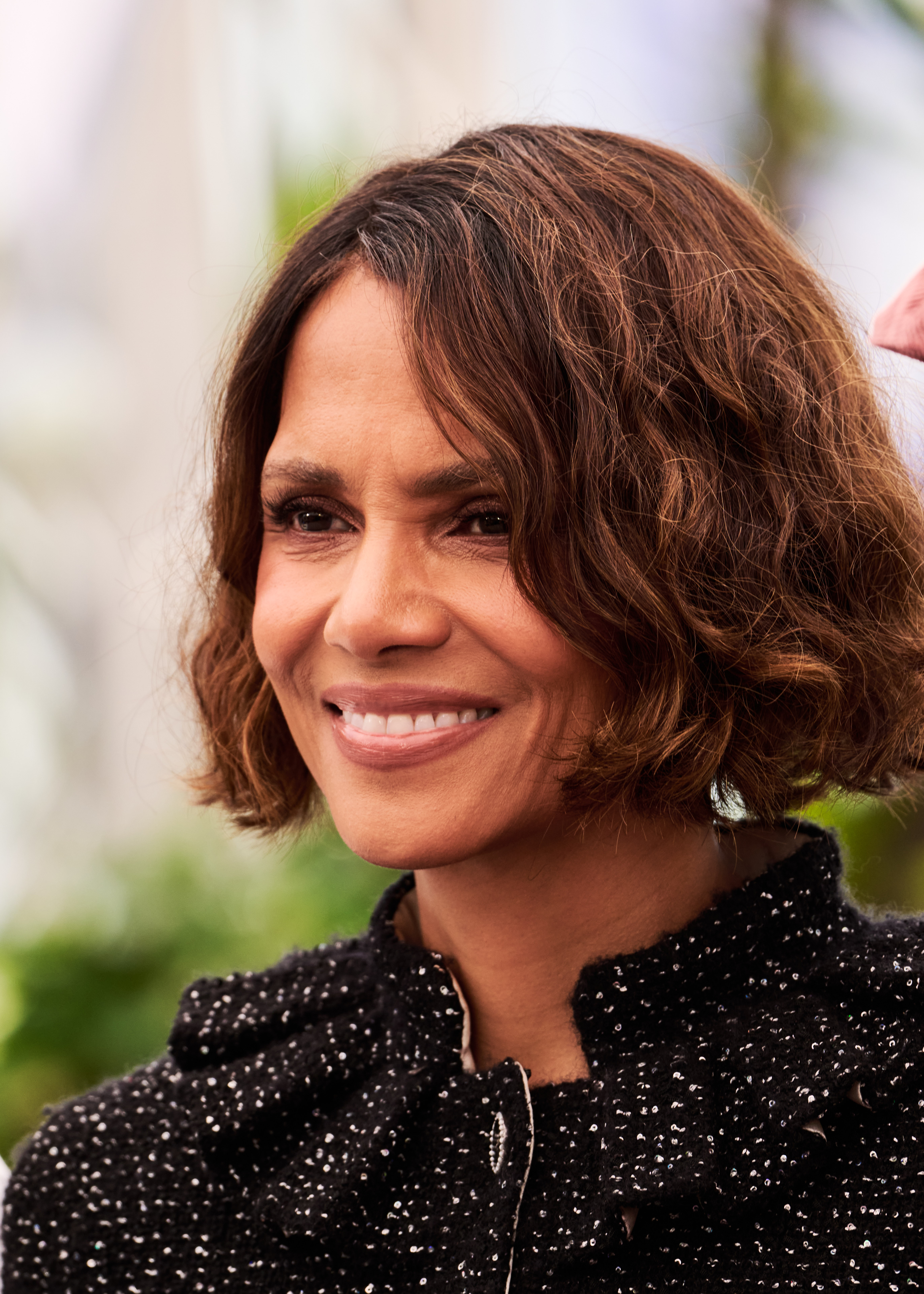
Halle Berry (* 1966)

- Berry, Hannah (* 1990), neuseeländische Triathletin
- Berry, Hans (1906–1984), deutscher Jazz-Musiker (Trompete, Violine, Klavier) und Komponist
- Berry, Henry Vaughan (1891–1979), britischer Bankmanager und Offizier, Gouverneur für Hamburg (1946–1949)
- Berry, Hiram Gregory (1824–1863), US-amerikanischer Generalmajor
- Berry, Ian (* 1934), englischer Fotograf und Mitglied der Fotoagentur Magnum Photos
- Berry, Jake (* 1978), britischer Politiker der Konservativen Partei
- Berry, James (1899–1987), englischer Fußballspieler
- Berry, James E. (1881–1966), US-amerikanischer Politiker
- Berry, James Henderson (1841–1913), US-amerikanischer Politiker, Gouverneur von Arkansas
- Berry, Jean (1921–2022), belgischer Jazzmusiker (Gitarre)
- Berry, Jeffrey M. (* 1948), US-amerikanischer Politikwissenschaftler
- Berry, Jennifer (* 1983), US-amerikanische Schönheitskönigin
- Berry, John (1833–1879), US-amerikanischer Politiker
- Berry, John (1917–1999), US-amerikanischer Filmregisseur, Drehbuchautor und Filmproduzent
- Berry, John (* 1959), US-amerikanischer Politiker und Diplomat
- Berry, John (* 1959), US-amerikanischer Country-Sänger
- Berry, John C. (1847–1936), US-amerikanischer Mediziner, tätig im Japan der Meiji-Zeit
- Berry, John W. (* 1939), kanadischer Psychologe, Migrationsforscher und emeritierter Professor
- Berry, Johnny (1926–1994), englischer Fußballspieler
- Berry, Joos (* 1990), Schweizer Freestyle-Skisportler
- Berry, Joseph Gerald (1902–1967), kanadischer Geistlicher, römisch-katholischer Erzbischof von Halifax
- Berry, Joséphine (* 1992), französische Schauspielerin
- Berry, Jules (1883–1951), französischer Schauspieler
- Berry, Kathleen, englische Tischtennisspielerin
- Berry, Ken (1933–2018), US-amerikanischer Schauspieler und Tänzer
- Berry, Ken (* 1960), kanadischer Eishockeyspieler
- Berry, Kevin (1945–2006), australischer Schwimmer
- Berry, Leonard G. (1914–1982), kanadischer Mineraloge
- Berry, Lionel, 2. Viscount Kemsley (1909–1999), britischer konservativer Politiker, Peer und Zeitungsredakteur
- Berry, Marilou (* 1983), französische Schauspielerin
- Berry, Marion (1942–2023), US-amerikanischer Politiker der Demokratischen Partei
- Berry, Martha (1865–1942), US-amerikanische Pädagogin und Gründerin des Berry College
- Berry, Martin (* 1977), australischer Automobilrennfahrer
- Berry, Mary (* 1935), britische Kochbuchautorin und TV-PersönlichkeitMary Berry (* 1935)

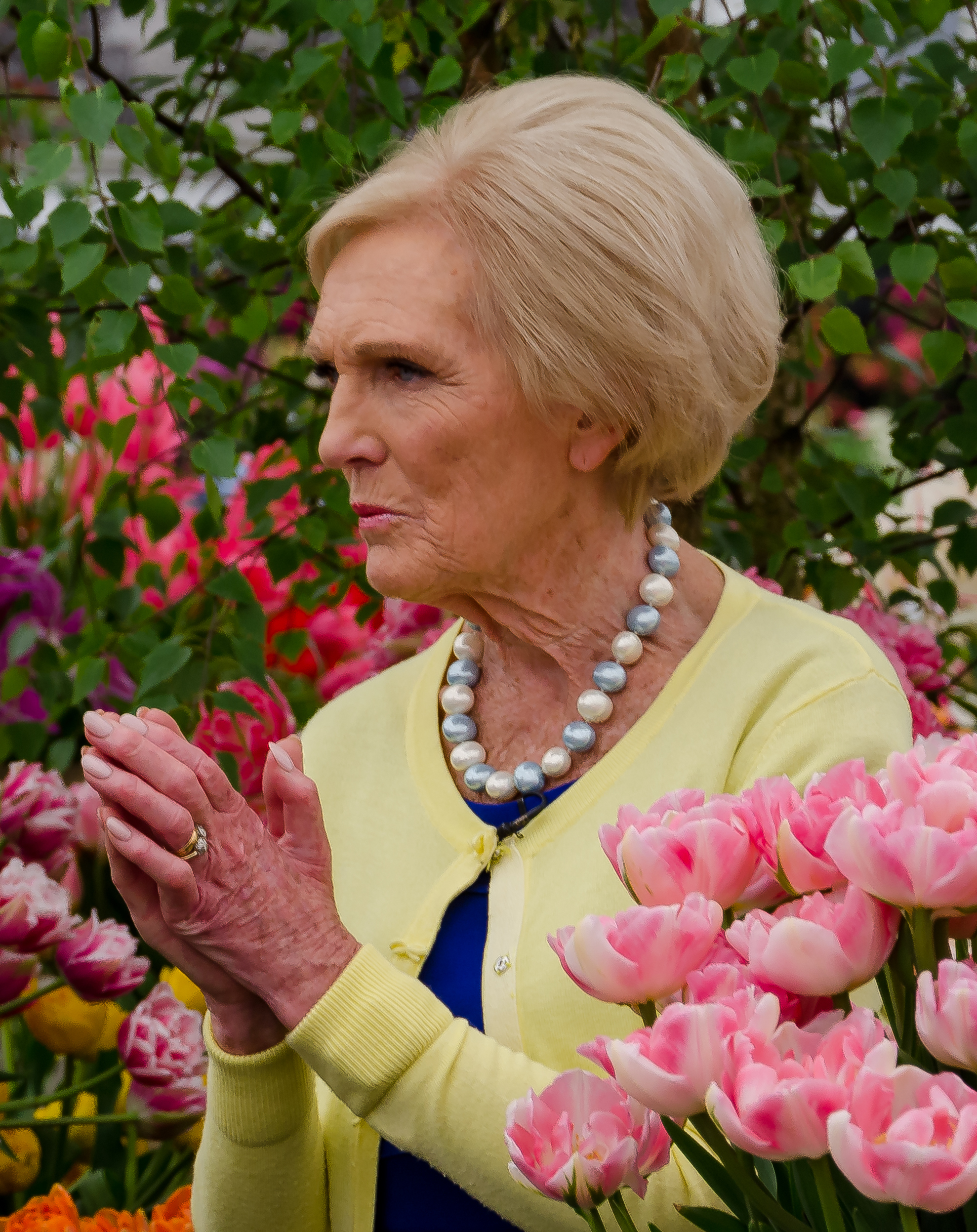
Mary Berry (* 1935)

- Berry, Micah (* 1998), kanadischer Schauspieler
- Berry, Michael (* 1941), britischer PhysikerMichael Berry (* 1941)

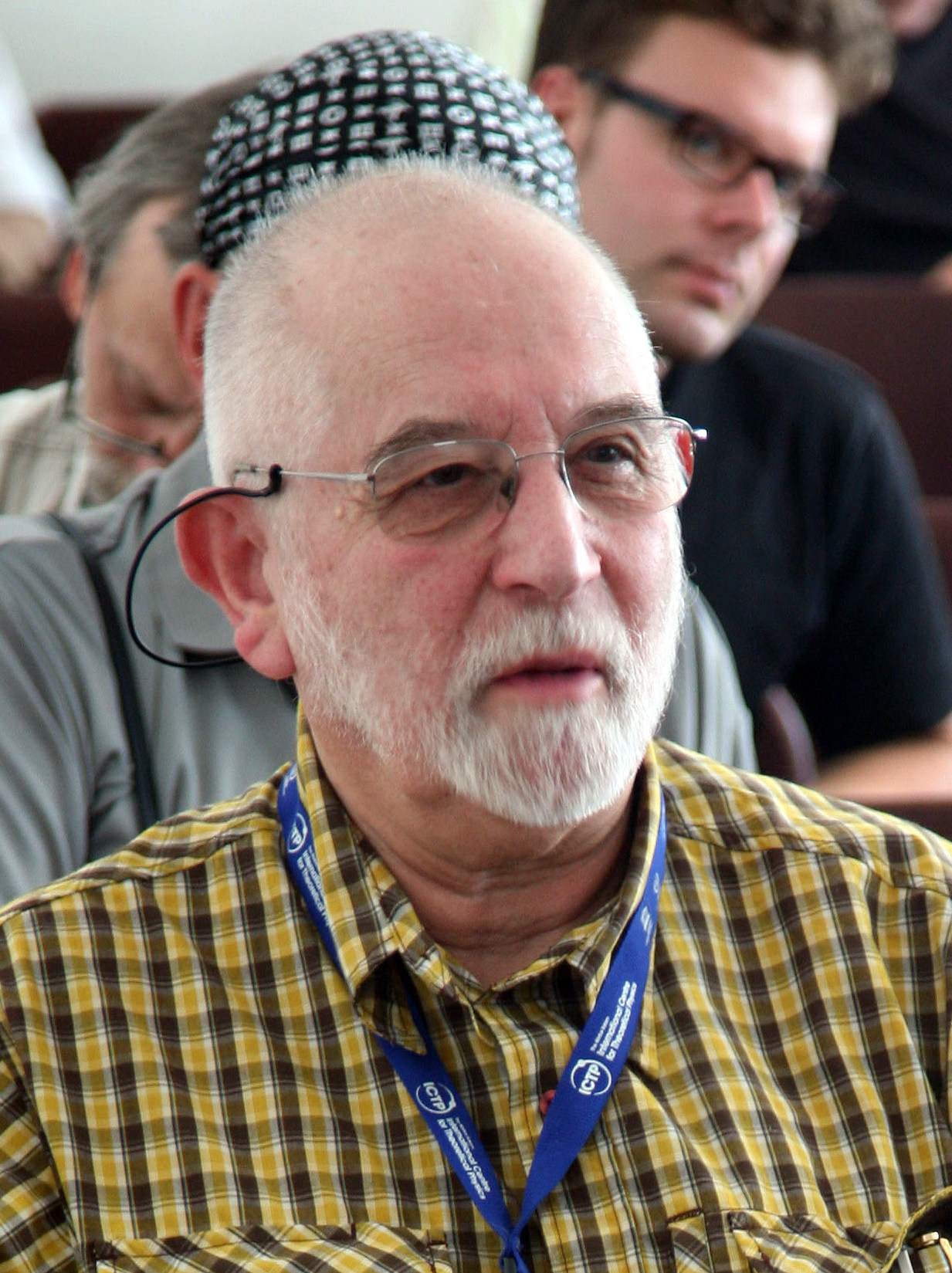
Michael Berry (* 1941)

- Berry, Michael (* 1991), US-amerikanischer Leichtathlet
- Berry, Michael, Baron Hartwell (1911–2001), britischer Verleger und Journalist
- Berry, Miguel (* 1997), spanischer Fußballspieler
- Berry, Mike (1942–2025), britischer Sänger und Schauspieler
- Berry, Nathan (1991–2014), australischer Jockey
- Berry, Nathaniel (1796–1894), US-amerikanischer Politiker
- Berry, Nick (* 1963), britischer Schauspieler und Sänger
- Berry, Orna (* 1949), israelische Informatikerin und Unternehmerin
- Berry, Overton (1936–2020), US-amerikanischer Jazzmusiker (Piano)
- Berry, Paul (1961–2001), britischer Animator
- Berry, Peter Robert (1864–1942), Schweizer Arzt und Maler
- Berry, R. Stephen (1931–2020), US-amerikanischer Chemiker und Hochschullehrer für Physikalische Chemie
- Berry, Raymond (* 1933), US-amerikanischer American-Football-Spieler und -Trainer
- Berry, Reginald George James (1906–1979), neuseeländischer Künstler
- Berry, Richard (1935–1997), US-amerikanischer Sänger und Songschreiber
- Berry, Richard (* 1950), französischer Schauspieler, Filmregisseur, Drehbuchautor und SängerRichard Berry (* 1950)

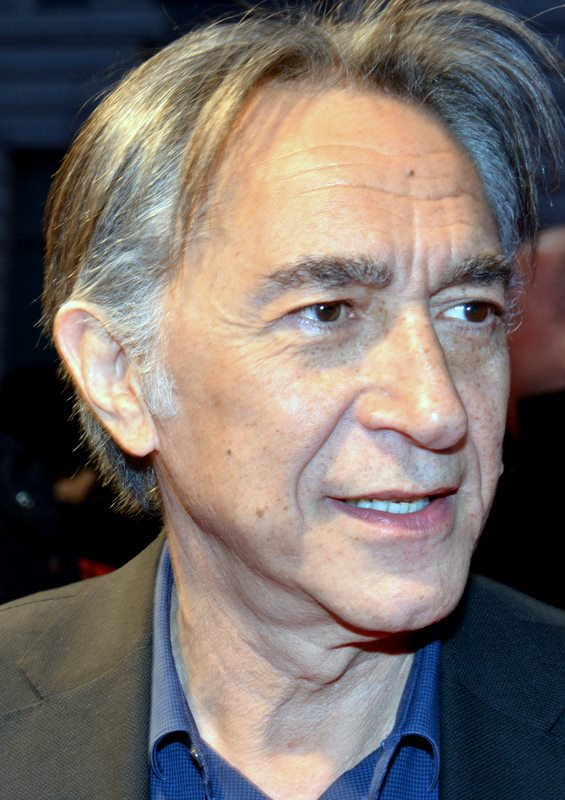
Richard Berry (* 1950)

- Berry, Rick (* 1953), amerikanischer Künstler und Illustrator
- Berry, Rick (* 1978), kanadischer Eishockeyspieler
- Berry, Robert (* 1950), US-amerikanischer Musiker
- Berry, Ron (1920–1997), walisischer Schriftsteller
- Berry, Ron (* 1947), englischer Elektronik-Musiker und Komponist
- Berry, Scott (* 1948), US-amerikanischer Skispringer
- Berry, Shawn Allen (* 1974), US-amerikanischer Mörder
- Berry, Siân (* 1974), britische Politikerin (Green Party of England and Wales)
- Berry, Sidney Bryan (1926–2013), US-amerikanischer Militär, General der US Army
- Berry, Solange (1932–2018), belgische Sängerin
- Berry, Steve (* 1955), US-amerikanischer Autor
- Berry, Steve (* 1957), britischer Jazz-Musiker
- Berry, Steven T. (* 1959), US-amerikanischer Wirtschaftswissenschaftler
- Berry, Thomas (1879–1951), US-amerikanischer Politiker, Gouverneur von South Dakota
- Berry, Thomas (1914–2009), US-amerikanischer katholischer Ordensgeistlicher, Theologe und Kulturhistoriker
- Berry, Walter (1929–2000), österreichischer Opernsänger (Bassbariton)
- Berry, Wendell (* 1934), US-amerikanischer Landwirt und Schriftsteller
- Berry, William (1867–1919), schottischer Fußballspieler
- Berry, William B. N. (1931–2011), US-amerikanischer Paläontologe
- Berry, William, 1. Viscount Camrose (1879–1954), britischer Peer, Journalist, Zeitungsverleger und Segler
- Berryer, Joseph (1897–1978), belgischer Diplomat
- Berryer, Nicolas René (1703–1762), französischer Rechtsanwalt, Politiker, Staatssekretär
- Berryer, Pierre-Antoine (1790–1868), französischer Anwalt und Politiker
- Berryman, Dorothée (* 1948), kanadische Schauspielerin und Sängerin
- Berryman, Frank (1894–1981), australischer Generalleutnant
- Berryman, Guy (* 1978), britischer MusikerGuy Berryman (* 1978)

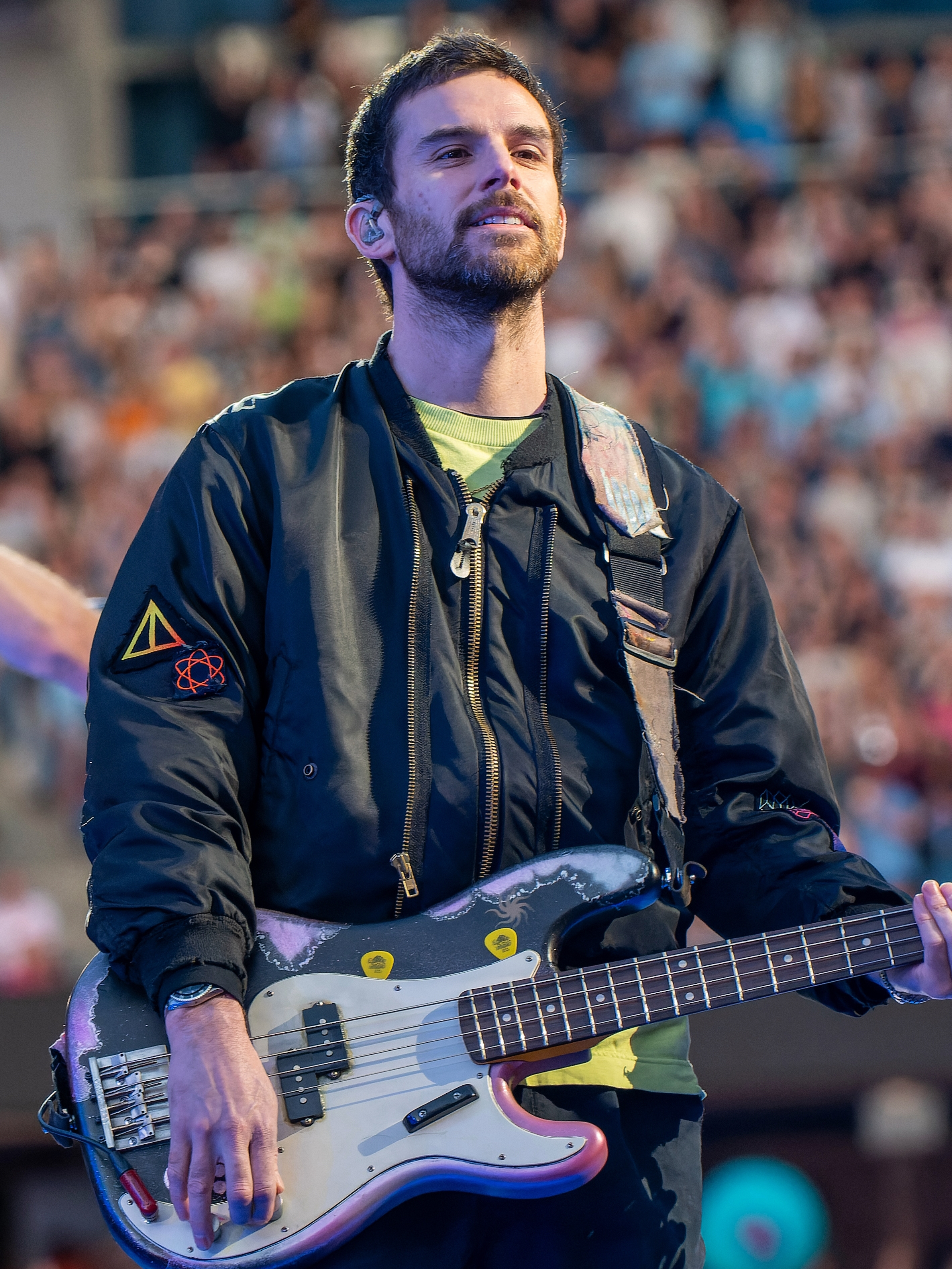
Guy Berryman (* 1978)

- Berryman, John (1914–1972), US-amerikanischer Dichter und Hochschullehrer
- Berryman, Michael (* 1948), US-amerikanischer Schauspieler
- Berryman, Phillip (* 1938), US-amerikanischer Befreiungstheologe und Autor
- Berrymore, Dru (* 1969), deutsche Pornodarstellerin